# Helme
Helme (tyska: Helmet) är en småköping (estniska: alevik) i Helme kommun i landskapet Valgamaa i södra Estland. Orten ligger vid Riksväg 6, tre kilometer nordväst om staden Tõrva.
I kyrkligt hänseende hör orten till Helme församling inom den Estniska evangelisk-lutherska kyrkan.